# Décès en février 2004
Décès
- 2000
- 2001
- 2002
- 2003
- 2004
- 2005
- 2006
- 2007
- 2008

Pour une information complémentaire, voir la page d'aide.

| Date        | Nom                  | Activités                                               | Âge | Source |
| ----------- | -------------------- | ------------------------------------------------------- | --- | ------ |
| 1er février | Ally McLeod          | Footballeur écossais.                                   | 72  | (en)   |
| 2 février   | Arthur Gilson        | Homme politique belge                                   | 88  |        |
| 3 février   | Jason Raize          | Acteur américain                                        | 28  |        |
| 4 février   | Pierre Dumas         | Homme politique français                                | 79  |        |
| 5 février   | René Grenier         | Coureur cycliste français                               | 60  |        |
| 5 février   | John Hench           | Imagineer américain                                     | 95  |        |
| 8 février   | France Delahalle     | Actrice française                                       | 81  |        |
| 9 février   | Robert F. Colesberry | Acteur, producteur de cinéma et de télévision américain | 57  | (en)   |
| 9 février   | Opilio Rossi         | Cardinal italien                                        | 93  |        |
| 9 février   | Claude Ryan          | Journaliste et homme politique québécois                | 79  |        |
| 10 février  | Guy Provost          | Comédien québécois                                      | 78  |        |
| 13 février  | Janusz Kulig         | Pilote de rallye polonais                               | 34  |        |
| 14 février  | Marco Pantani        | Coureur cycliste italien                                | 34  |        |
| 16 février  | Christine Ponsard    | écrivaine, scénariste de bande dessinée                 | 47  |        |
| 17 février  | José Lopez Portillo  | Avocat et homme politique mexicain                      | 83  |        |
| 17 février  | Shirley Strickland   | Athlète australien                                      | 78  |        |
| 18 février  | Gilberte Brossolette | Résistante française                                    | 98  |        |
| 18 février  | Josy Mersch          | Coureur cycliste luxembourgeois                         | 91  |        |
| 18 février  | Jean Rouch           | Réalisateur et ethnologue français                      | 86  |        |
| 19 février  | David Hookes         | Joueur de cricket australien                            | 48  |        |
| 20 février  | Minouche Barelli     | Chanteuse française                                     | 56  |        |
| 20 février  | Sigfrido Fontanelli  | Coureur cycliste italien                                | 56  |        |
| 21 février  | John Charles         | Footballeur gallois.                                    | 73  | (en)   |
| 21 février  | Albert Chartier      | Scénariste et dessinateur canadien                      | 91  |        |
| 21 février  | René Gaston-Lagorre  | Peintre français                                        | 90  |        |
| 21 février  | Alex Métayer         | Humoriste français                                      | 73  |        |
| 23 février  | Carl Anderson        | Chanteur et acteur américain                            | 58  |        |
| 23 février  | Vijay Anand          | Réalisateur indien                                      | 70  |        |
| 24 février  | Paul Berval          | Comédien québécois                                      | 80  |        |
| 25 février  | René Genis           | Peintre et graveur français                             | 82  |        |
| 25 février  | Jacques Georges      | Dirigeant du football français                          | 87  |        |
| 26 février  | Harry Bartell        | Acteur américain                                        | 90  |        |
| 26 février  | Boris Trajkovski     | Homme politique macédonien                              | 47  |        |
| 28 février  | Carmen Laforet       | Écrivain espagnol                                       | 82  |        |
| 29 février  | Karol Baron          | Peintre surréaliste slovaque                            | 64  | (sk)   |
| 29 février  | Witold Rudziński     | Compositeur et chef d'orchestre polonais                | 90  | (en)   |